# Annie Fratellini
Annie Fratellini (Algeri, 14 novembre 1932 – Neuilly-sur-Seine, 1º luglio 1997) è stata una circense, attrice e musicista francese.

## Biografia
Nacque ad Algeri dal clown e trapezista Victor Fratellini. Il nonno materno era Gaston Rousseau, ultimo direttore del Cirque du Paris.
Iniziò la sua carriera artistica come clown nel Circo Medrano. Fu in assoluto la prima donna a interpretare la figura dell'Auguste.
Parallelamente all'attività circense si cimentò nella recitazione e nella canzone (era polistrumentista, in grado tra l'altro di suonare la concertina).
Nel 1971 formò col terzo marito Pierre Étaix un duo clownesco: lei Auguste, lui pagliaccio bianco.
Morì di cancro nel 1997 e fu sepolta a Montmartre. In Francia le sono stati intitolati centri culturali, strade e la biblioteca municipale di Angers.

## Filmografia

### Cinema
- Rascel-Fifì, regia di Guido Leoni (1957)
- Mam'zelle Souris, regia di Paul Paviot (1957)
- Miss Pigalle, regia di Maurice Cam (1958)
- Et ta soeur, regia di Maurice Delbez (1958)
- Zazie nel metrò (Zazie dans le métro), regia di Louis Malle (1960)
- Tutto l'oro del mondo (Tout l'or du monde), regia di René Clair (1961)
- Le pas de trois, regia di Alain Bornet (1964)
- Sotto il tallone (La métamorphose des cloportes), regia di Pierre Granier-Deferre (1965)
- No, no, no, con tua madre non ci sto! (Le grand amour), cregia di Pierre Étaix (1969)
- Henry & June, regia di Philip Kaufman (1990)

### Televisione
- Collin's and Co, regia di André Leroux – film TV (1963)
- Show Pierre Etaix, regia di Jean-Christophe Averty - film TV (1974)
- Pause-café – serie TV, episodi 1x2 (1981)

## Opere letterarie
- Destin de clown (autobiografia), Lyon, La Manufacture, 1989